# Banquette (meuble)
Pour les articles homonymes, voir Banquette.

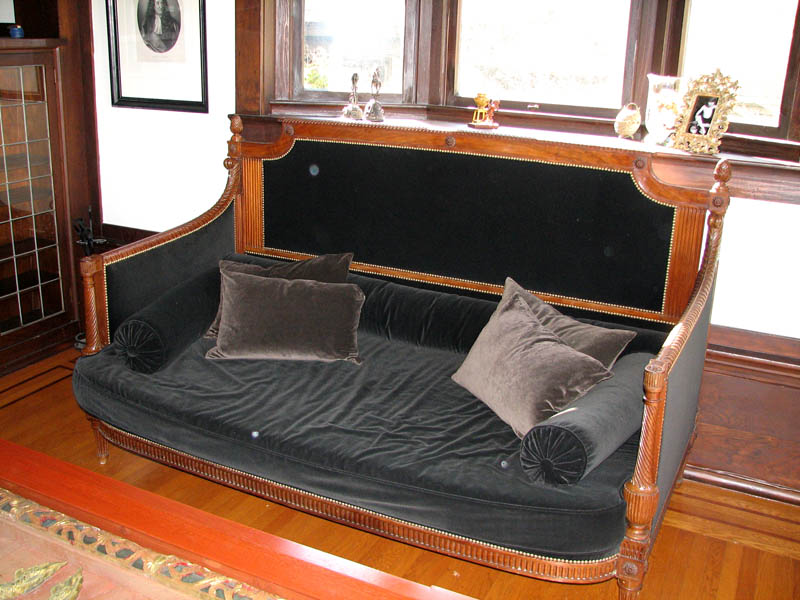
Banquette de style Louis XVI fabriquée en France probablement vers les années 1860. Les piétement, châssis, dossier et accotoirs sont en acajou massif tandis que l'assise, les coussins et la tapisserie sont en velours de laine. De dimensions peu communes, cette banquette est particulièrement profonde et confortable ; elle était utilisée comme lit de bureau.

Une banquette est un large siège permettant à plusieurs personnes de s'asseoir sur un seul tenant. C’était à l’origine un banc rembourré sans dossier qui, au fil du temps, s’est rapproché du canapé tout en restant plus simple de construction et dans la matière utilisée.
Le style des banquettes suit généralement celui des sièges et bergères de la même période.

## Galerie de photographies

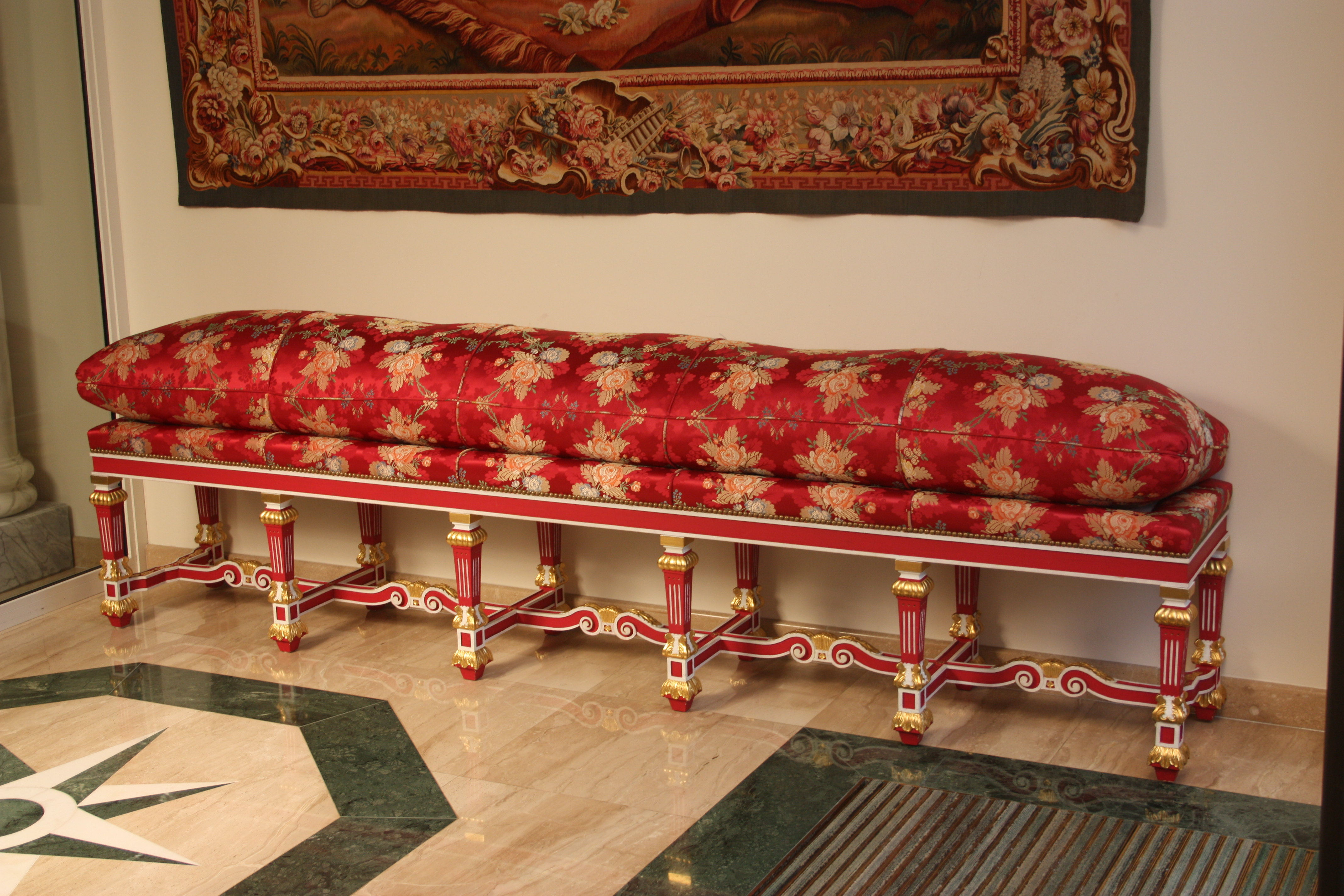
Réplique d'une banquette de style Louis XIV[1].
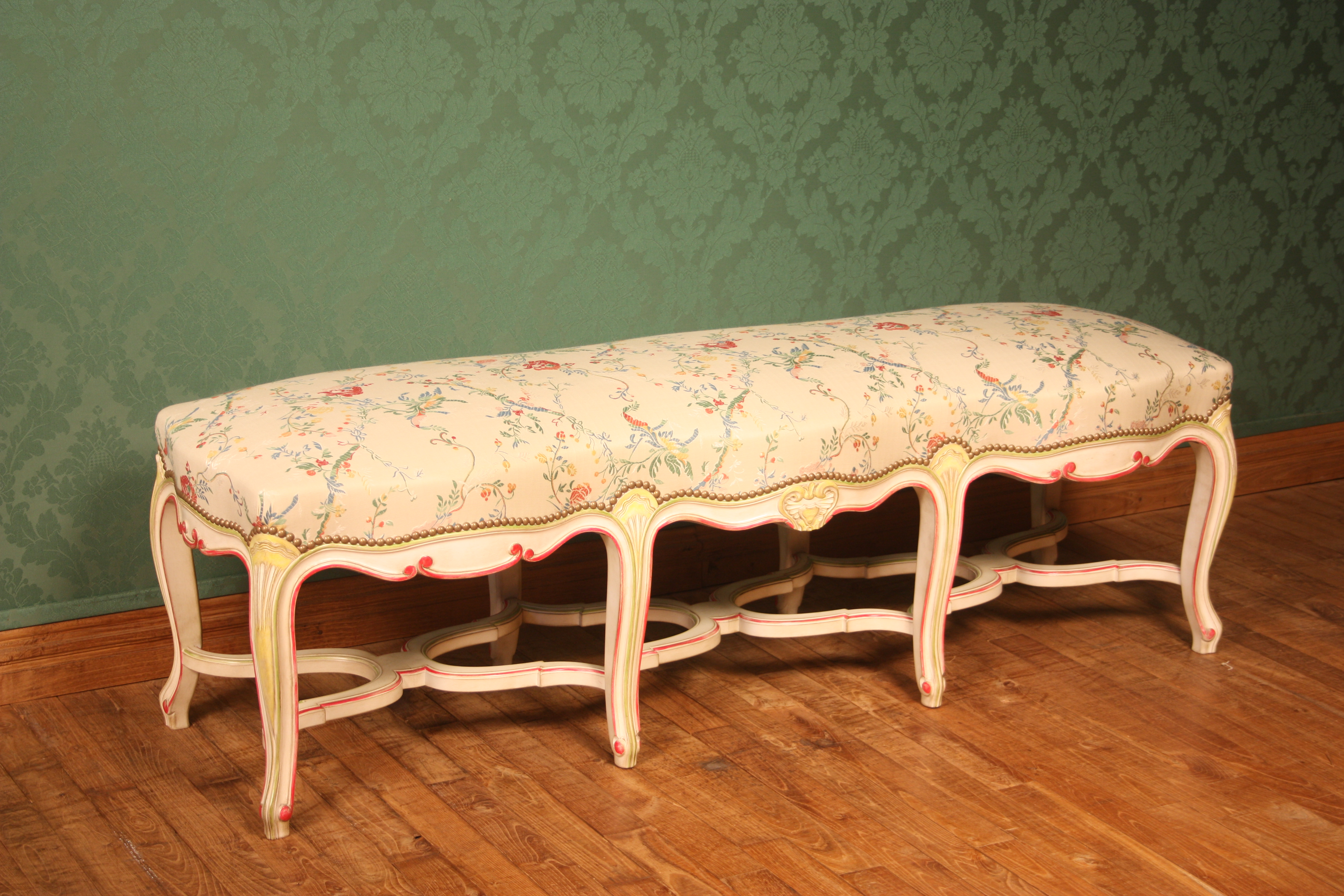
Réplique d'une banquette de style Louis XV[1].
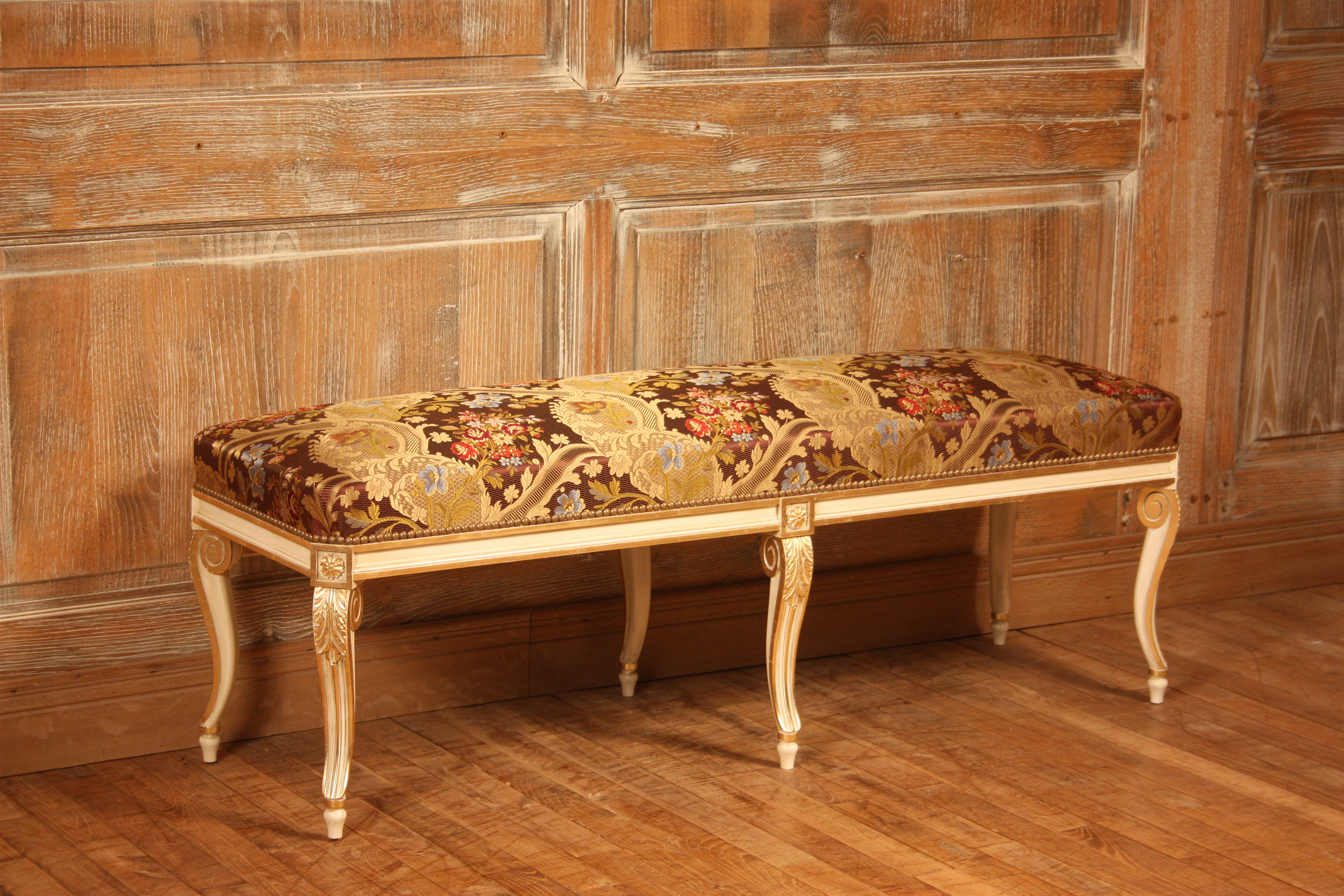
Réplique d'une banquette de style Transition[1].